# Rita, Sue e Bob in più
Rita, Sue e Bob in più (Rita, Sue and Bob Too) è un film commedia del 1987 diretto da Alan Clarke.

## Trama
Rita e Sue, due adolescenti appartenenti alla classe operaia dello Yorkshire, sono baby sitter presso Bob, un professionista benestante, che puntualmente le riaccompagna a casa in auto. Una sera costui propone ad entrambe un fugace flirt nella vettura, iniziando inaspettatamente una lunga relazione a tre, fino a quando la moglie scopre la tresca, abbandonando il tetto e portando via con sé i figli. Bob deciderà di accogliere le ragazze in casa.

## Accoglienza
Restaurato e riproposto nelle sale francesi dal 20 novembre 2024, il film è rievocato con una pagina su Cahiers du cinéma. Jean Marie-Samocki definisce l'opera commedia solare che non cade mai nella trivialità e il regista paesaggista ispirato e ritrattista delicato. È ciò che permette a Clarke di salvaguardare fino alla fine la vitalità contro l'oscurantismo e la disperazione.